# アモリア朝
アモリア朝は、ミカエル2世が創設した東ローマ帝国の王朝（820年 - 867年）。
ミカエル2世の出身地域の名からフリギア朝とも言われる。